# 韩曾
韩曾，宋朝政治人物。

## 生平
1233年接替程熹任华亭县知县一职，1234年由杨瑾接任。